# مرکز اینترنت و جامعه استنفورد
مرکز اینترنت و جامعه (به انگلیسی: Center for Internet and Society) یک برنامه سیاست‌گذاری و قانون فناوری در جهت منافع عمومی است که در سال ۲۰۰۰ (میلادی) توسط لارنس لسیگ در دانشکده حقوق استنفورد و به عنوان بخشی از برنامه قانون، علم، و فناوری در دانشکده حقوق دانشگاه استنفورد آغاز به کار کرد.
مرکز اینترنت و جامعه، پژوهشگران، دانشگاهیان، قانون‌گذاران، دانشجویان، برنامه‌نویسان، پژوهشگران حوزه امنیت، و دانشمندان را گردهم می‌آورد تا تعامل بین فناوری‌های نو و قانون را بررسی کنند و دریابند چگونه هم‌افزایی بین فناوری و قانون (مانند آزادی بیان، نوآوری، حریم شخصی، عوامل عمومی، تنوع، و پژوهش علمی) می‌تواند به منافع عمومی آسیب بزند یا به آن سود برساند.
مرکز اینترنت و جامعه تلاش دارد تا هم فناوری و هم قانون را بهبود دهد و تصمیم‌گیرندگان را به طراحی هر دو به عنوان ابزاری برای ارزش‌های دموکراتیک بیشتر تشویق کند.
مرکز اینترنت و جامعه برای دانشجویان حقوق و عموم مردم، منابع آموزشی و تحلیل مسائل مربوط به سیاست‌گذاری ناشی از تداخل قانونی، فناوری، و منافع عمومی فراهم می‌کند. مرکز اینترنت و جامعه، از طریق پروژه استفاده منصفانه، در مسائل مهمی چون آزادی بیان، حقوق مدنی و سیاسی، و فناوری، به موکلان، خدمات حقوقی ارائه می‌کند. مرکز اینترنت و جامعه، از طیف گسترده‌ای از رویدادهای عمومی مانند سخنرانی، همایش، و کارگاه، پشتیبانی مالی می‌کند.